# Secrétaire d'État à la Culture, aux Médias et aux Sports
Le secrétaire d'État à la Culture, aux Médias et aux Sports (en anglais : Secretary of State for Culture, Media and Sport, communément appelé Culture Secretary) est le secrétaire d'État placé à la tête du département de la Culture, des Médias et du Sport au Royaume-Uni.

## Historique
La fonction de secrétaire d'État au Patrimoine national est créée le 11 avril 1992, lors du début du second mandat de John Major. Son premier titulaire, David Mellor, reçoit le surnom de « ministre du Fun » (Minister for Fun).
En juillet 1997, Tony Blair le renomme en secrétaire d'État à la Culture, aux Médias et aux Sports, nom qu'il conserve pendant 20 ans, sauf entre 2010 et 2012 où il porte le titre de secrétaire d'État à la Culture, aux Jeux olympiques, aux Médias et aux Sports. Le nom de secrétaire d'État au Numérique, à la Culture, aux Médias et au Sport lui est donné en juillet 2017 par Theresa May.

### Liste
| Nom                                                                           | Nom                | Nom | Dates du mandat   | Dates du mandat   | Parti politique | Gouvernement    |
| ----------------------------------------------------------------------------- | ------------------ | --- | ----------------- | ----------------- | --------------- | --------------- |
| Secrétaire d'État au Patrimoine national                                      |                    |     |                   |                   |                 |                 |
|                                                                               | David Mellor       |     | 11 avril 1992     | 22 septembre 1992 | Conservateur    | Major II        |
|                                                                               | Peter Brooke       |     | 25 septembre 1992 | 20 juillet 1994   | Conservateur    | Major II        |
|                                                                               | Stephen Dorrell    |     | 20 juillet 1994   | 5 juillet 1995    | Conservateur    | Major II        |
|                                                                               | Virginia Bottomley |     | 5 juillet 1995    | 2 mai 1997        | Conservateur    | Major II        |
|                                                                               | Chris Smith        |     | 3 mai 1997        | 22 juillet 1997   | Travailliste    | Blair I         |
| Secrétaire d'État à la Culture, aux Médias et aux Sports                      |                    |     |                   |                   |                 |                 |
|                                                                               | Chris Smith        |     | 22 juillet 1997   | 8 juin 2001       | Travailliste    | Blair I         |
|                                                                               | Tessa Jowell       |     | 8 juin 2001       | 27 juin 2007      | Travailliste    | Blair II et III |
|                                                                               | James Purnell      |     | 28 juin 2007      | 24 janvier 2008   | Travailliste    | Brown           |
|                                                                               | Andy Burnham       |     | 24 janvier 2008   | 5 juin 2009       | Travailliste    | Brown           |
|                                                                               | Ben Bradshaw       |     | 5 juin 2009       | 11 mai 2010       | Travailliste    | Brown           |
| Secrétaire d'État à la Culture, aux Jeux olympiques, aux Médias et aux Sports |                    |     |                   |                   |                 |                 |
|                                                                               | Jeremy Hunt        |     | 12 mai 2010       | 4 septembre 2012  | Conservateur    | Cameron I       |
| Secrétaire d'État à la Culture, aux Médias et aux Sports                      |                    |     |                   |                   |                 |                 |
|                                                                               | Maria Miller       |     | 4 septembre 2012  | 9 avril 2014      | Conservateur    | Cameron I       |
|                                                                               | Sajid Javid        |     | 9 avril 2014      | 10 mai 2015       | Conservateur    | Cameron I       |
|                                                                               | John Whittingdale  |     | 11 mai 2015       | 13 juillet 2016   | Conservateur    | Cameron II      |
|                                                                               | Karen Bradley      |     | 13 juillet 2016   | 3 juillet 2017    | Conservateur    | May I et II     |
| Secrétaire d'État au Numérique, à la Culture, aux Médias et aux Sports        |                    |     |                   |                   |                 |                 |
|                                                                               | Karen Bradley      |     | 3 juillet 2017    | 8 janvier 2018    | Conservateur    | May II          |
|                                                                               | Matthew Hancock    |     | 8 janvier 2018    | 9 juillet 2018    | Conservateur    | May II          |
|                                                                               | Jeremy Wright      |     | 9 juillet 2018    | 24 juillet 2019   | Conservateur    | May II          |
|                                                                               | Nicky Morgan       |     | 24 juillet 2019   | 13 février 2020   | Conservateur    | Johnson I et II |
|                                                                               | Oliver Dowden      |     | 13 février 2020   | 15 septembre 2021 | Conservateur    | Johnson II      |
|                                                                               | Nadine Dorries     |     | 15 septembre 2021 | 6 septembre 2022  | Conservateur    | Johnson II      |
|                                                                               | Michelle Donelan   |     | 6 septembre 2022  | 7 février 2023    | Conservateur    | Truss           |
| Secrétaire d'État à la Culture, aux Médias et aux Sports                      |                    |     |                   |                   |                 |                 |
|                                                                               | Lucy Frazer        |     | 7 février 2023    | 5 juillet 2024    | Conservateur    | Sunak           |
|                                                                               | Lisa Nandy         |     | 5 juillet 2024    | en fonction       | Travailliste    | Starmer         |